# 方國瑛
方國瑛（?—?），方國珍之弟。
方國珍殺怨家，與國瑛、國瑉諸弟及鄰里共六人逃亡海上，聚眾數千人，搶劫漕運糧，變成海盜。至正二十六年为江浙行省平章政事。元至正二十七年（1367年）九月，朱元璋遣朱亮祖、湯和、廖永忠等出兵浙東。洪武元年（1368年）九月，朱亮祖進攻台州，國瑛“聞師即欲遁”，適值方國珍入慶元，都事馬克讓來諭勸他留下，國瑛始拒守。亮祖急攻，方國瑛以巨艦載妻子，奔黃岩。朱亮祖追至黃岩，方國瑛又逃亡海上。最後投降。明朝建立後，曾任參知政事。